# العلاج الكيميائي بفرط الحرارة داخل الصفاق
العلاج الكيميائي بفرط الحرارة داخل الصفاق نمط من العلاج بالحرارة يستخدم مع الجراحة في علاج سرطانات البطن المتقدمة. في هذا الإجراء، تُحقن الأدوية المضادة للسرطان عالية الحرارة وتنتشر في جوف الصفاق (البطن) لفترة قصيرة من الزمن. تشمل عوامل العلاج الكيميائي التي تُعطى عادةً خلال العلاج الكيميائي بفرط الحرارة داخل الصفاق ميتومايسين-سي وسيسبلاتين.

## الاستخدامات الطبية
يُستخدم العلاج الكيميائي بفرط الحرارة داخل الصفاق بشكل عام بعد الاستئصال الجراحي لأكبر قدر ممكن من الكتلة السرطانية (جراحة استئصال الكتلة)، والذي قد يشمل إزالة جميع مناطق الصفاق المحيطة. تدعم الأدلة وجود فائدة لهذا العلاج في حالات معينة من سرطان المبيض.
كانت الأدلة غير كافية اعتبارًا من عام 2020 لدعم استخدامه في سرطان المبيض الظهاري الأولي المتقدم أو سرطان قناة فالوب أو سرطان الصفاق الأولي أو سرطان المبيض المتكرر أو سرطان القولون والمستقيم الصفاقي المنتشر أو السرطان الصفاقي المعدي المنتشر أو ورم المتوسطة الصفاقي الخبيث أو الورم المخاطي المنتشر في الزائدة الدودية.
قد تستغرق هذه الإجراءات 8-10 ساعات وتحمل معها الكثير من المضاعفات.
يسمى نظير هذا العلاج في الصدر العلاج الكيميائي بفرط الحرارة داخل الصدر.

### عوامل العلاج الكيميائي
تُستخدم العلاجات الكيميائية بأنواعها المختلفة ولا يوجد إجماع واضح على ماهية الأدوية التي يجب استخدامها. يعد ميتومايسين-سي وأوكساليبلاتين العاملين الأكثر استخدامًا في سرطان القولون والمستقيم، بينما يستخدم سيسبلاتين في سرطان المبيض.

## التاريخ
في عام 1934، وصف جو فينسنت ميغز في نيويورك جراحة استئصال الكتلة (جراحة الاختزال الخلوي) لسرطان المبيض على أساس الحد من الأمراض العيانية. في الستينيات والسبعينيات من القرن العشرين، بدأ قبول نهج الاختزال الخلوي هذا. خلال هذا الوقت، أبلغ الدكتور كنت غريفيث من المعهد الوطني للسرطان عن مؤشرات المآل للبقاء على قيد الحياة لدى مرضى سرطان المبيض من الدرجة الثانية والثالثة، مشيرًا إلى أن حجم الورم المتبقي (<1.6 سم) بعد جراحة الاختزال الخلوي كان مرتبطًا بشكل كبير بالبقاء على قيد الحياة لفترة طويلة. خلال هذا الوقت، أظهر البحث أن العلاج بالحرارة والعلاج الكيميائي داخل الصفاق كانا فعالين في قتل الخلايا السرطانية. في ثمانينيات القرن العشرين، جمع سبرات وآخرون، في جامعة لويفيل في كنتاكي، هذه المفاهيم في نظام نقل تسريبي حراري لإيصال العلاج الكيميائي عالي الحرارة إلى جوف الصفاق لدى أنواع الكلبيات. تعرض أول شخص لنظام النقل التسريبي الحراري مع إعطاء علاج كيميائي عالي الحرارة لعلاج ورم خبيث موضعي متقدم في البطن في عام 1979. في دراسات أخرى في ثمانينيات القرن العشرين، أُعطيت عوامل العلاج الكيميائي بتراكيز تصل إلى 30 ضعف تلك التي تُعطى بأمان بالطريق الوريدي. في منتصف وأواخر ثمانينيات القرن العشرين، قاد شوجربيكر معهد واشنطن للسرطان لإجراء مزيد من الدراسات في علاج الأورام الخبيثة المعدية المعوية مع الانتشار الصفاقي وتمكن من الإبلاغ عن فوائد هذا النهج على نسب البقاء على قيد الحياة. اتضح في وقت مبكر أن اكتمال الاختزال الخلوي يرتبط بتحسين فرص البقاء على قيد الحياة. في عام 1995، ابتكر شوجربيكر نهجًا متدرجًا للاختزال الخلوي، في محاولة لتوحيد هذه العملية وتحسينها.

## الآلية
ينتشر العلاج الكيميائي المحقون من السائل داخل الصفاق إلى الأنسجة والحيز الخلالي والبلازما، على غرار الديلزة البريتونية. يمنع حاجز البلازما-الصفاق الامتصاص الجهازي للعلاج الكيميائي في مجرى الدم فيحد من السمية والآثار الجانبية. تُسخن عوامل معينة، مثل سيسبلاتين أو ميتوميسين-سي، إلى الدرجة 41-43 مئوية للحصول على أفضل تأثير سام للخلايا.